# Introducción (música)
La introducción es la sección inicial de toda pieza musical, ya se trate de una canción como tal (canción cantada) o de un instrumental.
Por lo general, en las canciones cantadas el intro está conformado básicamente por música, acordes musicales que precisamente sirven de introducción antes de que el o la cantante comience a vocalizar la letra de la canción. En otras canciones -cantadas también— la introducción no es un intro musical como en la mayoría de las canciones, sino que la canción comienza directamente con la voz del cantante, teniendo como fondo musical (por llamarlo de algún modo) el silencio; cuando una canción comienza de este modo se dice que el intro es a capela.
En la música, la introducción es un paso o la sección (de la pieza musical) que abre un movimiento o un fragmento separado de dicha pieza. En la música popular a menudo llaman a esto un intro, la sección de música que constituye la parte inicial de la canción justo antes de que comience a escucharse la voz del cantante. La introducción establece el material melódico, armónico y rítmico relacionado con el cuerpo principal de un tema musical.
Las introducciones pueden ser un ostinato que es usado en la música siguiente, un acorde importante o la progresión que establece la tonalidad y el surco para la música siguiente, importante, pero disfrazado o del contexto motivic o el material temático (ibíd).
Como tal introducción puede ser la primera declaración de material primario u otro importante, puede ser relacionada con, pero diferente del material primario u otro importante, o puede llevar poca relación a cualquier otro material.